# Слободан Мацура (академик)
Слободан Мацура (Станишић, 3. јун 1948) српски је физикохемичар и академик, ван редни члан састава Одељења хемијских и биолошких наука Српске академије науке и уметности од 26. октобра 2000.

## Биографија
Завршио је докторат на Природно-математичком факултету Универзитета у Београду 1978. године и постдокторске студије у Цириху код Рихарда Ернста. Радио је као професор Универзитета у Београду од 1989. и као редовни професор биохемије на Медицинском факултету клинике Мајо од 1999. Био је предавач Нуклеарне магнетне резонанције у хемији, биологији и медицини Српске академије науке и уметности 5. децембра 2001. Рецензент је у часописима Biochemistry, Chemical Physics и Journal of Physical Chemistry. Члан је Међународног друштва за магнетну резонанцу, Друштва за магнетну резонанцију у медицини, Протеинског друштва, Српског хемијског друштва, Друштва физикохемичара Србије, Југословенског биофизичког друштва, Америчког хемијског друштва, Америчког физичког друштва и Америчког друштва за унапређење науке.